# 태두

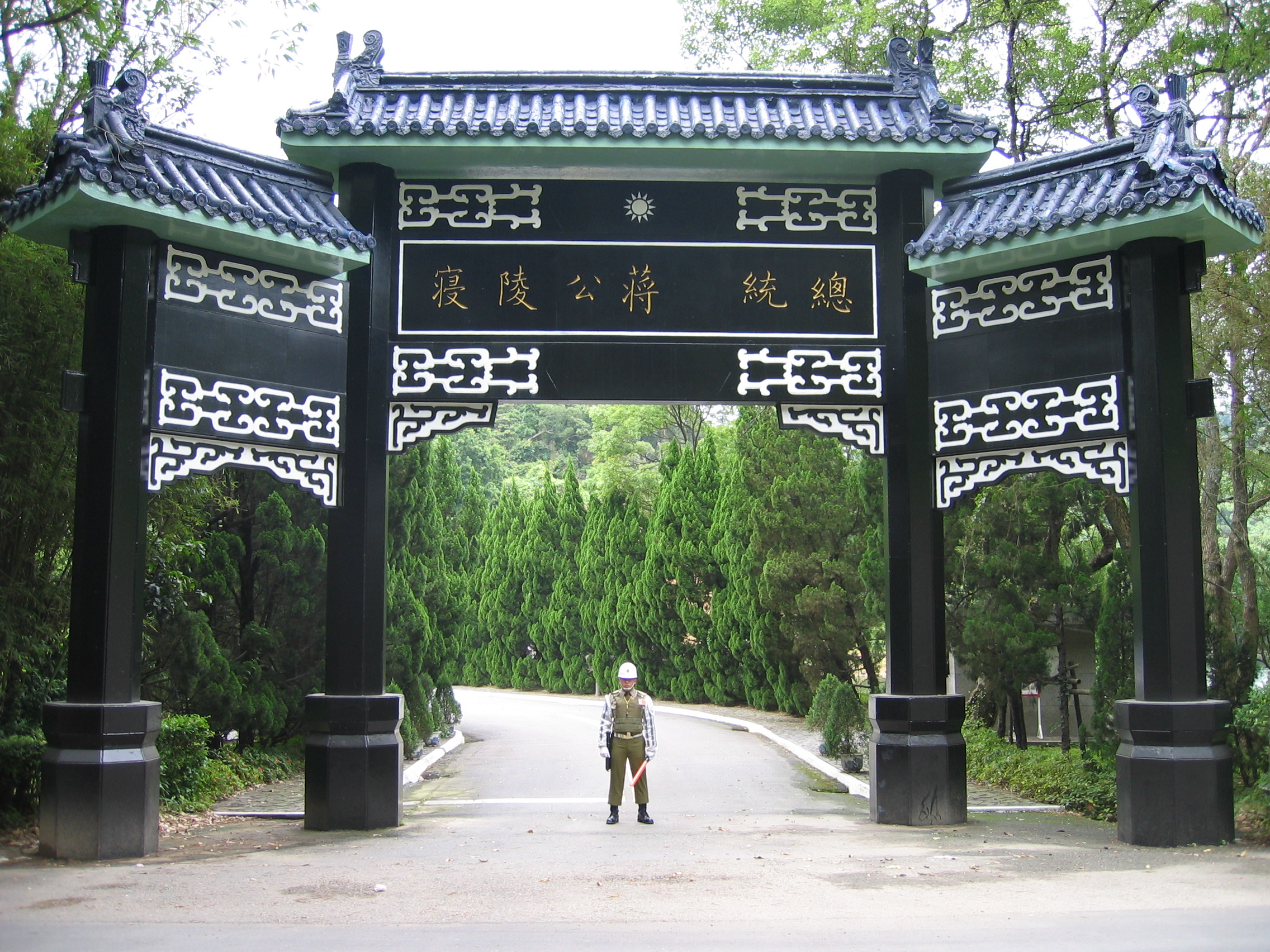
중화민국 자호(慈湖) 장제스 총통 능침 입구 패방(牌坊)에 쓰여진 나대

대두(중국어: 擡頭)는 다시 나태와 평태의 두 가지로 구분할 수 있다.
나대(중국어: 挪抬)는 언급되는 인물에 대한 존경을 나타내기 위해 문어(文語) 중국어에서 사용되는 활자상의 장치이다. 중국어에는 띄어쓰기가 없으나, 특별히 존경하는 인물의 이름자 앞에서 한 글자가 들어갈 만큼의 넓이를 띈다. 이것은 유니코드 글자(character) 3000으로 나타낼 수 있다. ('　'). 나대 용법은 지금도 중화민국에서 중요한 관리들, 가령 장제스나 쑨원을 언급하는 경우 가끔 쓰인다.

《시일야방성대곡》에서 보이는 평대의 한 예. '大皇帝陛下'를 다음 줄의 맨 위로 올렸다.

평대(중국어: 平抬)는 또다른 형태이다. 이것은 존경의 대상이 되는 인물의 이름을 다음 줄의 맨 위로 올리는 것이다. 이것은 현재는 다소 낡은 것으로 생각되고 있는데, 주로 황제와 대신들 사이에 주고받는 문서에서 사용되거나, 혹은 문서에서 대신이 황제를 언급하는 경우에 볼 수 있다.

## 나태의 예
- 國父　孫中山先生 - 국부　손중산선생
- 先總統　蔣公 - 선총통　장공